# 彼得罗索
彼得罗索（法語：Pietroso，法語發音：[pjɛtʁozo]）是法国上科西嘉省的一个市镇，属于科尔泰区。

## 地理
彼得罗索（42°9'24"N, 9°16'13"E）面积25.76 平方千米，位于法国上科西嘉省，该省份位于科西嘉北部，后者为地中海西部的一座岛屿，也是法国的一个单一领土集体，位于法国大陆部分的东南面，意大利半島的西面，最临近的地块是撒丁岛。
与彼得罗索接壤的市镇（或旧市镇、城区）包括：吉索纳恰、吉索尼。

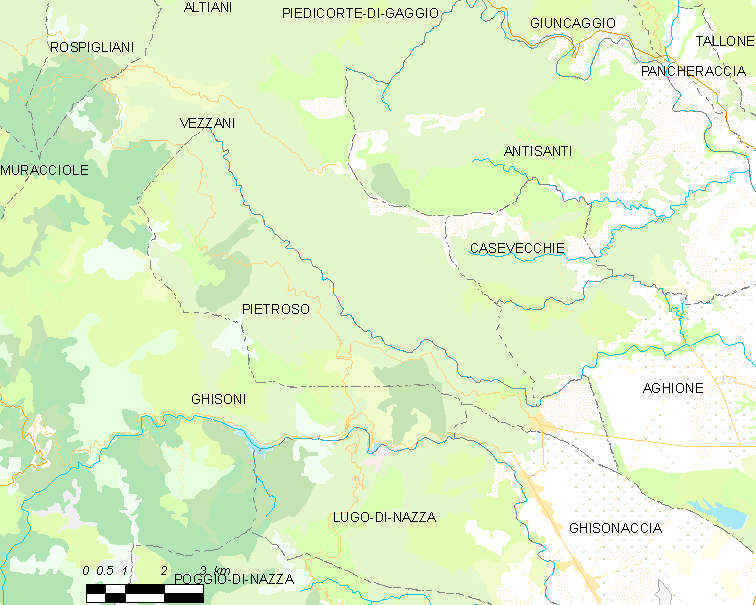
彼得罗索的OSM定位图

彼得罗索的时区为UTC+01:00、UTC+02:00（夏令时）。

## 行政
彼得罗索的邮政编码为20242，INSEE市镇编码为2B229。

## 政治
彼得罗索所属的省级选区为菲尤莫博-卡斯泰洛县。

## 人口

1962-2008年间彼得罗索人口变化图示

彼得罗索于2022年1月1日时的人口数量为350人。